# Zlata
Zlata (kyrillisch Злата) ist ein weiblicher Vorname. Männliche Formen sind Zlatan und Zlatko. 

## Herkunft
Der Name kommt aus dem Slawischen, wo zlato Gold bedeutet; Zlata heißt also „die Goldene“.

## Varianten
- Zlatana
- Zlatanka

## Namensträgerinnen
- Zlata Adamovská (* 1959), tschechische Schauspielerin und Synchronsprecherin
- Zlata Bartl (1920–2008), jugoslawische Chemikerin
- Zlata Chochieva (* 1985), russische klassische Pianistin ossetischer Herkunft
- Zlata Filipović (* 1980), bosnische Schriftstellerin
- Zlata Ohnjewitsch (* 1986), ukrainische Popsängerin
- Zlata Tcaci (1928–2006), sowjetische und moldauische Komponistin und Hochschullehrerin